# Jens Heyer
Jens Heyer (* 11. Februar 1989 in Bad Muskau, DDR) ist ein ehemaliger deutscher Eishockeyspieler, der über viele Jahre bei den Lausitzer Füchsen in der 2. Bundesliga und DEL2 unter Vertrag stand.

## Karriere
Jens Heyer begann seine Karriere als Eishockeyspieler in der Nachwuchsabteilung des ES Weißwasser, für den er von 2004 bis 2006 in der Deutschen Nachwuchsliga aktiv war. Anschließend wechselte der Verteidiger zu den Eisbären Juniors Berlin, für die er nach einem weiteren DNL-Jahr in der Saison 2008/09 in der drittklassigen Oberliga spielte. Parallel bestritt er insgesamt neun Spiele für den FASS Berlin in der Regionalliga, der vierten deutschen Spielklasse. Für die Saison 2008/09 unterschrieb er einen Vertrag bei den Blue Lions Leipzig, für die er in der Oberliga in 50 Spielen 18 Scorerpunkte, davon drei Tore, erzielte. 
Zur Saison 2009/10 wurde Heyer von seinem Heimatverein verpflichtet, für deren Profimannschaft Lausitzer Füchse er seither in der 2. Bundesliga spielt. Als Leihspieler kam er zwischen 2009 und 2011 zudem zu insgesamt sieben Einsätzen für den EHC Jonsdorfer Falken, zunächst in der Regionalliga und anschließend in der Oberliga.
2017 beendete er nach über 400 Zweitliga-Partien seine Karriere.

## 2. Bundesliga-Statistik
(Stand: Ende der Saison 2010/11)